# Leonard Scheicher
Leonard Scheicher (né le 26 juillet 1992 à Munich) est un acteur allemand, qui a joué notamment dans la Révolution silencieuse.

## Filmographie
- 2013: Quellen des Lebens (de)
- 2013: Finsterworld (de)
- 2017 : Es war einmal Indianerland
- 2018 : La Révolution silencieuse de Lars Kraume
- 2018 : Das Boot : Frank Strasser
- 2023 : L'Homme mesuré de Lars Kraume

## Distinctions
- 2014 : nommé au New Faces Award
- 2018 : prix d'interprétation masculine au Festival 2 Valenciennes